# Ljusbukig eremit
Ljusbukig eremit (Phaethornis anthophilus) är en fågel i familjen kolibrier.

## Utseende
Ljusbukig eremit är en stor och långstjärtad kolibri. Liksom hos andra eremiter är näbben lång och nedåtböjd, och de centrala vitspetsade stjärtpennorna är förlängda. Denna art utmärker sig genom ljust ögonbrynsstreck som kontrasterar med svart ögonmask samt vitaktig undersida och mattgrön ovansida utan roströda toner. 

## Utbredning och systematik
Ljusbukig eremit delas in i två underarter:
- P. a. anthophilus – förekommer från centrala Panama till Colombia och norra Venezuela
- P. a. hyalinus – förekommer på Pärlöarna (Panamaviken)

## Levnadssätt
Ljusbukig eremit hittas i torra skogar, mangroveträsk och plantage. Den ses i de lägre skikten, oftast när den besöker Heliconia-blommor.

## Status och hot
Arten har ett stort utbredningsområde, men tros minska i antal, dock inte tillräckligt kraftigt för att den ska betraktas som hotad. Internationella naturvårdsunionen IUCN listar arten som livskraftig (LC). Beståndet uppskattas till i storleksordningen en halv miljon till fem miljoner vuxna individer.